# (17200) 2000 AF47
A (17200) 2000 AF47 a Naprendszer kisbolygóövében található aszteroida. A LINEAR projekt keretében fedezték fel 2000. január 4-én.